# سكتم بكتم (مسلسل)
سكتم بكتم مسلسل اجتماعي كوميدي من بطولة فايز المالكي، والعديد من الممثلين وإخراج عبد الخالق الغانم. في الجزء الأول ومحمد العوالي في الاجزاء 2/3/4

## ملخص القصة
يتكون العمل من ثلاثين حلقة، وينتقد، في قالب كوميدي ساخر، عددًا من القضايا التي يعيشها المجتمع السعودي. يؤدي فايز دورين مناحي ودحيم.

## الحلقات
- 1 الخادمة السعودية
- 2 الزواج من موظفة
- 3 ملابس نسائية
- 4 الحكم السعودي
- 5 الأسعاف
- 6 حارة ترللي
- 7 حلم الثراء
- 8 زواج قاصر
- 9 الإنفلونزا
- 10 المجاهر
- 11 منحة في جدة
- 12 كف بحث
- 13 الرعب 1
- 14 الرعب 2
- 15 المقاطعة
- 16 الدانة
- 17 الطريق إلى الحاوية
- 18 عندك وسائط
- 19 شيلني واشيلك
- 20 حقوق الإنسان
- 21 كمبارس
- 22 المشبوه
- 23 اعياد ومناسبات
- 24 الوهم
- 25  نحن اسفين
- 26 sms
- 27  معرض الكتاب
- 28  ام عامر2
- 29  عمليات تجميل
- 30  شي ما شفتوه

## الممثلون
- فايز المالكي (مناحي-دحيم) 1,2,3,4
- علي المدفع (أبو دحيم) 1,2,3,4
- عبد الله المزيني (رقيه-أبو عليان) 1,2,3,4
- فخرية خميس (أم دحيم) 1,2,3,4
- محمد خير الجراح ((أبو نجوى)) 1
- عبد العزيز الفريحي ((عليان)) 1,2
- أميرة محمد (دليل، أم 9) 1,2,3,4
- شيماء سبت 2,4
- فاطمة عبد الرحيم 3
- سعاد علي ((غزيل، ام 11)) 1,2
- عوض عبد الله سامي 1,2,3,4
- شكران مرتجى ام نجوى 1
- دانة جبر نجوى 1

## وصلات
- حلقات سكتم بكتم